# Fattigdomsbekämpning

Diagram (baserat på data från Världsbanken) som visar andelen av världens befolkning (blå) och det absoluta antalet människor (rött) som lever på <1, <1,25 och <2 amerikanska dollar per dag (motsvarande värden från 2005) mellan 1981 och 2008.

Fattigdomsbekämpning är de åtgärder, både ekonomiska och humanitära, som syftar till att permanent lyfta människor ur fattigdom. Det handlar om att identifiera och genomföra insatser som gör det möjligt för människor i utsatthet att skapa rikedom och självständighet, vilket i sin tur kan bidra till att utrota fattigdom för alltid.
Fattigdom förekommer i både utvecklingsländer och utvecklade länder. Även om fattigdom är mycket mer utbredd i utvecklingsländer, vidtar båda typerna av länder åtgärder för att minska fattigdomen.
Fattigdom har historiskt sett accepterats i vissa delar av världen som oundviklig, eftersom icke-industrialiserade ekonomier producerade väldigt lite, medan befolkningen växte nästan lika snabbt, vilket gjorde rikedom knapp. Geoffrey Parker skrev: "I Antwerpen och Lyon, två av de största städerna i Västeuropa, var tre fjärdedelar av den totala befolkningen år 1600 för fattiga för att betala skatt, och därför sannolikt i behov av stöd i kristider." Fattigdomsminskning sker till stor del som ett resultat av den allmänna ekonomiska tillväxten. Matbrist var vanligt före modern jordbruksteknik och på platser där det saknas idag, såsom kvävegödselmedel, bekämpningsmedel och bevattningsmetoder. Den industriella revolutionens gryning ledde till hög ekonomisk tillväxt, vilket eliminerade massfattigdomen i det som nu betraktas som den utvecklade världen. Världens BNP per person femdubblades under 1900-talet. År 1820 levde 75 % av mänskligheten på mindre än en dollar om dagen, medan det år 2001 bara var cirka 20 %.
Under 2000-talet begränsas fortsatt ekonomisk utveckling av bristen på ekonomiska friheter. Ekonomisk liberalisering kräver att äganderätten utvidgas till de fattiga, särskilt till mark. Finansiella tjänster, särskilt sparande, kan göras tillgängliga för fattiga genom teknik, såsom mobilbank. Ineffektiva institutioner, korruption och politisk instabilitet kan också avskräcka investeringar. Bistånd och statligt stöd inom hälsa, utbildning och infrastruktur bidrar till tillväxt genom att öka mänskligt och fysiskt kapital. Fattigdomsbekämpning innebär också att förbättra levnadsvillkoren för människor som redan är fattiga. Bistånd, särskilt inom medicinska och vetenskapliga områden, är avgörande för att skapa bättre liv, såsom den gröna revolutionen och utrotningen av smittkoppor. Problem med utvecklingsbistånd inkluderar den höga andelen bundet bistånd, vilket tvingar mottagarländerna att köpa produkter, ofta dyrare, som endast kommer från givarländer. Ändå tror vissa, liksom Peter Singer i sin bok The Life You Can Save, att små förändringar i hur människor i rika länder lever sina liv skulle kunna lösa fattigdomen i världen.

## Ekonomisk liberalisering

Antalet personer under olika fattigdomsgränser.

Förespråkare för ekonomisk liberalisering har hävdat att den minskar fattigdomen. Andra kommentatorer har hävdat att fattigdomen i världen ökar snarare än minskar på grund av ekonomisk liberalisering, och att uppgifterna från Världsbanken, som upprepar att fattigdomen minskar, är bristfälliga. De menar också att en utvidgning av skyddet av äganderätten till de fattiga är en av de viktigaste strategierna för fattigdomsbekämpning som en nation kan genomföra. Att säkra äganderätten till mark, den största tillgången för de flesta samhällen, är avgörande för deras ekonomiska frihet. Världsbanken drar slutsatsen att ökade markrättigheter är "nyckeln till att minska fattigdomen" och hänvisar till att markrättigheter kraftigt ökar fattiga människors förmögenhet, i vissa fall fördubblar den. Det uppskattas att ett statligt erkännande av fattigas egendom skulle ge dem tillgångar värda 40 gånger allt utländskt bistånd sedan 1945. Även om tillvägagångssätten varierade, sa Världsbanken att de viktigaste frågorna var besittningsskydd och att säkerställa att marktransaktioner var kostnadseffektiva. I Kina och Indien har de senaste decenniernas betydande minskningar av fattigdomen främst skett som ett resultat av att kollektivjordbruk har övergivits i Kina och att byråkratin inom regeringen har minskat i Indien.
I en rapport från 2015 pekade Internationella valutafonden på ökande inkomstskillnader som vår tids avgörande utmaning. "I avancerade ekonomier är klyftan mellan rika och fattiga på sin högsta nivå på årtionden. Ojämlikhetstrenderna har varit mer blandade i tillväxtmarknader och utvecklingsländer, där vissa länder upplever minskande ojämlikhet, men genomgripande ojämlikheter i tillgången till utbildning, hälso- och sjukvård och finans kvarstår."
Nya företag och utländska investeringar kan drivas bort av ineffektiva institutioner, korruption, svag rättsstatsprincip och alltför stora byråkratiska bördor. Det tar två dagar, två byråkratiska procedurer och 280 dollar att öppna ett företag i Kanada, medan en entreprenör i Bolivia måste betala 2 696 dollar i avgifter, vänta 82 arbetsdagar och gå igenom 20 procedurer för att göra detsamma. Sådana kostsamma hinder gynnar stora företag på bekostnad av små företag där de flesta jobben skapas. I Indien, före ekonomiska reformer, var företag tvungna att muta statliga tjänstemän även för rutinmässiga aktiviteter, vilket i praktiken var en skatt på företag.
Emellertid har den fria marknadsprincipen att upphöra med statligt sponsring av sociala program också haft negativa konsekvenser. Till exempel pressar Världsbanken fattiga länder att avskaffa subventioner för gödningsmedel som många jordbrukare inte har råd med till marknadspriser. Omstruktureringen av den offentliga finansieringen i tidigare sovjetstater under deras övergång till marknadsekonomi krävde minskade utgifter för hälsa och utbildning, vilket kraftigt ökade fattigdomen.
Handelsliberalisering ökar handelsnationernas totala överskott. Penningöverföringar som skickas till fattiga länder, såsom Indien, är ibland större än utländska direktinvesteringar och de totala penningöverföringarna är mer än dubbelt så stora som biståndsflödena från OECD-länder. Utländska investeringar och exportindustrier bidrog till att driva på den ekonomiska expansionen i snabbväxande asiatiska länder. Handelsregler är dock ofta orättvisa eftersom de blockerar tillgången till rikare länders marknader och förbjuder fattigare länder att stödja deras industrier. Bearbetade produkter från fattigare länder får, i motsats till råvaror, betydligt högre tullar i rikare länders hamnar. En studie från University of Toronto fann att sänkningen av tullavgifter på tusentals produkter från afrikanska länder på grund av African Growth and Opportunity Act var direkt ansvarig för en "förvånansvärt stor" ökning av importen från Afrika. Avtal kan ibland förhandlas fram till förmån för utvecklingslandet, till exempel i Kina, där lagar tvingar utländska multinationella företag att utbilda sina framtida kinesiska konkurrenter inom strategiska industrier och gör sig själva överflödiga på lång sikt. I Thailand tvingar 51-procentsregeln multinationella företag som startar verksamhet i Thailand att ge 51 procents kontroll till ett thailändskt företag i ett joint venture. Dessutom förespråkar FN:s mål 17 för hållbar utveckling respekt för länders ledarskap i genomförandet av strategier för fattigdomsutrotning och hållbar utveckling.
Kritiker har hävdat att nyliberal politik har ökat den ekonomiska ojämlikheten och förvärrat den globala fattigdomen. Dean Baker från Center for Economic and Policy Research (CEPR) hävdade 2006 att drivkraften bakom den ökande ojämlikheten i USA har varit en serie avsiktliga nyliberala politiska val, inklusive antiinflationsfördomar, antifackföreningsrörelser och profitverksamhet inom sjukvårdsbranschen. Ekonomerna David Howell och Mamadou Diallo menar att nyliberal politik har bidragit till en amerikansk ekonomi där 30 % av arbetarna tjänar låga löner (mindre än två tredjedelar av medianlönen för heltidsanställda) och 35 % av arbetskraften är undersysselsatt medan endast 40 % av befolkningen i arbetsför ålder i landet är tillräckligt sysselsatt.

### Att vända förmögenhetskoncentrationen
Oxfam har bland annat uppmanat till en internationell rörelse för att få slut på extrem förmögenhetskoncentration och hävdar att koncentrationen av resurser i händerna på den översta 1% hämmar den ekonomiska aktiviteten och gör livet svårare för alla andra – särskilt de längst ner på den ekonomiska stegen. Oxfam sade också att vinsterna för världens miljardärer under 2017, vilka uppgick till 762 dollar miljarder, var tillräckliga för att utrota extrem global fattigdom sju gånger om.

## Kapital, infrastruktur och teknologi

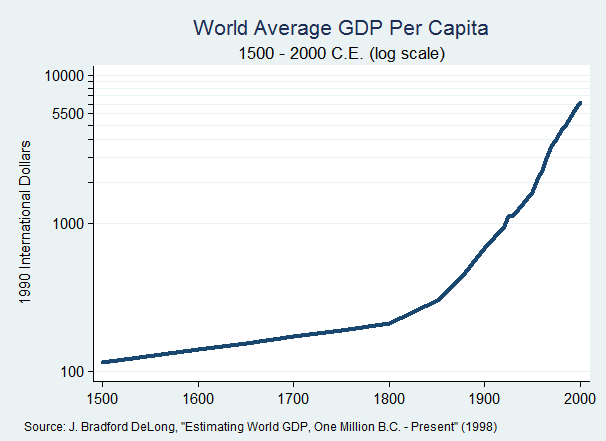
Världens BNP per capita (logaritmisk skala).

Världens BNP per capita.

Långsiktig ekonomisk tillväxt per person uppnås genom ökningar av kapital (faktorer som ökar produktiviteten), både mänskligt och fysiskt, och teknologi. Att förbättra humankapitalet, i form av hälsa, behövs för ekonomisk tillväxt. Nationer behöver inte nödvändigtvis rikedom för att uppnå hälsa. Till exempel hade Sri Lanka en mödradödlighet på 2 % på 1930-talet, vilket är högre än någon annan nation idag. Den minskade den till 0,5–0,6 % på 1950-talet och till 0,06 % idag. Emellertid spenderade den mindre varje år på mödrahälsa eftersom den lärde sig vad som fungerade och vad som inte gjorde det. Kunskap om kostnadseffektiviteten hos hälsovårdsinsatser kan vara svårfångad, men det finns utbildningsåtgärder för att sprida vad som fungerar, såsom projektet för prioriteringar av sjukdomsbekämpning. Att främja handtvätt är en av de mest kostnadseffektiva hälsoåtgärderna och kan halvera dödsfallen från de vanligaste barnsjukdomarna diarré och lunginflammation.
Humankapital, i form av utbildning, är en ännu viktigare faktor för ekonomisk tillväxt än fysiskt kapital. Avmaskning av barn kostar cirka 50 cent per barn och år och minskar frånvaron på grund av anemi, sjukdom och undernäring. Det är bara tjugofemtedel så dyrt att öka skolnärvaron som att bygga skolor.
FN-ekonomer menar att bra infrastruktur, såsom vägar och informationsnätverk, hjälper marknadsreformer att fungera. Kina investerar i järnvägar, vägar, hamnar och telefoner på landsbygden i afrikanska länder som en del av sin formel för ekonomisk utveckling. Det var ångmaskinens teknologi som ursprungligen startade den dramatiska minskningen av fattigdomsnivåerna. Mobiltelefontekniken för marknaden till fattiga eller landsbygdsområden. Med nödvändig information kan fjärrbönder producera specifika grödor för att sälja till köpare som ger bäst pris.
Sådan teknik bidrar också till ekonomisk frihet genom att göra finansiella tjänster tillgängliga för fattiga. De som lever i fattigdom lägger stor vikt vid att ha en trygg plats att spara pengar på, mycket mer än att ta emot lån. Dessutom används en stor del av mikrofinansieringslånen för produkter som vanligtvis skulle betalas via ett check- eller sparkonto. Mobilbanktjänster åtgärdar problemet med den hårda regleringen och det kostsamma underhållet av sparkonton. Mobila finansiella tjänster i utvecklingsländerna, som ligger före den utvecklade världen i detta avseende, skulle kunna vara värda 5 dollar. miljarder år 2012. Safaricoms M-Pesa lanserade ett av de första systemen där ett nätverk av agenter, mestadels bestående av butiksinnehavare, istället för bankkontor, tog emot kontantinsättningar och översatte dessa till ett virtuellt konto på kundernas telefoner. Kontantöverföringar kan göras mellan telefoner och utbetalas kontant mot en liten provision, vilket gör överföringar säkrare.
Flera akademiska studier har dock visat att mobiltelefoner endast har begränsad effekt på fattigdomsminskning när de inte åtföljs av annan grundläggande infrastrukturutveckling.

## Sysselsättning och produktivitet
Ekonomisk tillväxt har indirekt potential att minska fattigdom, som ett resultat av samtidiga ökningar av sysselsättningsmöjligheter och arbetsproduktivitet. En studie av forskare vid Overseas Development Institute (ODI) i 24 länder som upplevde tillväxt fann att fattigdomen minskade i 18 fall. Men arbete är ingen garanti för att undvika fattigdom. Internationella arbetsorganisationen (ILO) uppskattar att så många som 40 % av arbetstagarna är fattiga och inte tjänar tillräckligt för att hålla sina familjer över fattigdomsgränsen på 2 dollar om dagen. Till exempel är de flesta kroniskt fattiga i Indien löntagare i informell anställning eftersom deras jobb är osäkra och lågt betalda och inte erbjuder någon chans att samla på sig förmögenhet för att undvika risker. Detta verkar vara resultatet av ett negativt samband mellan skapande av arbetstillfällen och ökad produktivitet, när en samtidig positiv ökning krävs för att minska fattigdomen. Enligt UNRISD verkar ökad arbetsproduktivitet ha en negativ inverkan på skapandet av jobb: på 1960-talet var en ökning av produktionen per arbetare med 1 % förknippad med en minskning av sysselsättningstillväxten med 0,07 %, och under det första decenniet av detta århundrade innebär samma produktivitetsökning en minskad sysselsättningstillväxt med 0,54 %.
Ökad sysselsättning utan ökad produktivitet leder till en ökning av antalet "arbetande fattiga", vilket är anledningen till att vissa experter nu förespråkar skapandet av "kvalitet" och inte "kvantitet" i arbetsmarknadspolitiken. Denna metod visar hur högre produktivitet har bidragit till att minska fattigdomen i Östasien, men den negativa effekten börjar synas. I Vietnam har till exempel sysselsättningstillväxten avtagit medan produktivitetstillväxten har fortsatt. Dessutom leder produktivitetsökningar inte alltid till ökade löner, vilket kan ses i USA, där skillnaden mellan produktivitet och löner har ökat sedan 1980-talet. ODI-studien visade att andra sektorer var lika viktiga för att minska arbetslösheten, som tillverkningsindustrin. Tjänstesektorn är mest effektiv på att omsätta produktivitetstillväxt till sysselsättningstillväxt. Jordbruket erbjuder ett skyddsnät för jobb och en ekonomisk buffert när andra sektorer har det svårt. Denna studie tyder på en mer nyanserad förståelse av ekonomisk tillväxt och livskvalitet samt fattigdomsbekämpning.

### Effekterna av COVID-19
På grund av covid-19 har fattigdomsgraden stigit högre mellan 75 miljoner och 95 miljoner individer som lider av extrem fattigdom mellan tiden före pandemin och 2022. Denna högre ökning av fattigdomsgraden kan återspeglas i den ökade arbetslösheten och arbetsproduktiviteten som orsakats av pandemin. Det sägs att den globala arbetsproduktiviteten mellan 200-2007 och 2011–2019, med en skillnad på 0,9 procents produktivitetsminskning, har en liknande takt som observerats mellan åren 2019 och 2021 och långsamt minskat sedan 2010. Internationella arbetsorganisationen har uppskattat att den globala arbetslösheten ökade till 33 miljoner år 2020, vilket var fyra gånger högre än under finanskrisen 2008. Enligt Världshälsoorganisationen var arbetsförlusterna för lågkvalificerade arbetare 11 %, en mycket högre andel jämfört med medel- och högkvalificerade arbetare, och 71 % av hushållen med låg inkomst var minst en person i hushållet arbetslös eller tvingades stänga ner sin verksamhet på grund av pandemin (61 %).

### Hjälpa bönder

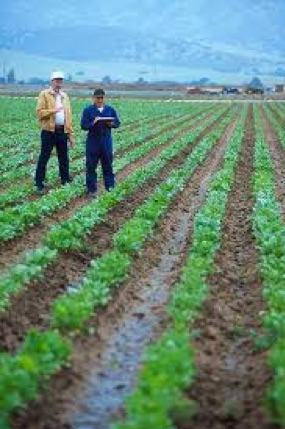
Hjälper till att försäkra bönder i Argentina och Chile.

Att höja jordbruksinkomsterna beskrivs som kärnan i fattigdomsbekämpningen eftersom tre fjärdedelar av de fattiga idag är jordbrukare. Uppskattningar visar att tillväxt i jordbruksproduktiviteten hos småbönder i genomsnitt är minst dubbelt så effektiv när det gäller att gynna den fattigaste hälften av ett lands befolkning som tillväxt som genereras i icke-jordbrukssektorer. En studie från 2012 belyste potentialen för nya kikärtssorter att förbättra etiopiska bönders ekonomiska situation. Studien undersökte den potentiella ekonomiska och fattigdomsrelaterade effekten av elva förädlade kikärtssorter, utvecklade genom ett samarbete mellan Etiopiens nationella jordbruksforskningsorganisation och International Crops Research Institute for the Semi-Arid Tropics (ICRISAT).
Forskarna uppskattade att implementeringen av dessa sorter skulle kunna generera en total vinst på 111 miljoner USD över en trettioårsperiod. Av denna vinst beräknades konsumenterna erhålla 39 % och producenterna 61 %. Vidare prognostiserades det att de förväntade fördelarna skulle lyfta över 0,7 miljoner människor, omfattande både producenter och konsumenter, ur fattigdom. Baserat på dessa resultat drog författarna slutsatsen att fortsatta investeringar i forskning kring kikärtor och andra baljväxter i Etiopien är befogade som ett medel för att minska fattigdom.
Effektivisering av vattenhanteringen utgör en potent strategi för att minska fattigdomen bland jordbrukare. Genom förbättrad vattenanvändning kan bönder öka sin produktivitet och potentiellt övergå från enbart självhushållsjordbruk. Ett historiskt exempel är den Gröna revolutionen under 1960- och 1970-talen, där bevattning var en avgörande faktor för att frigöra Asiens jordbrukspotential och därigenom minska fattigdomen. Mellan 1961 och 2002 fördubblades nästan den bevattnade arealen globalt, drivet av regeringars strävan efter livsmedelssäkerhet, förbättrad allmän välfärd och ekonomisk tillväxt. I Sydasien ökade spannmålsproduktionen med anmärkningsvärda 137 % mellan 1970 och 2007, vilket uppnåddes med endast en 3 % ökning av odlingsbar mark.
Internationella Vattenförvaltningsinstitutet (IWMI) i Colombo, Sri Lanka, strävar efter att förbättra förvaltningen av mark- och vattenresurser för att stärka livsmedelsproduktion, försörjning och miljö. Ett forskningsprojekt vid institutet illustrerar tydligt hur förbättrad vattenhantering inom jordbruket kan ha en positiv inverkan.
Projektet, finansierat av Japan Bank for International Cooperation, initierade 1997 en uppgradering och bevattning av Walawe Left Banks bevattningssystem i Sri Lanka. År 2005 utökades bevattningssystemet till ett ytterligare område. En omfattande analys av hela projektområdet genomfördes under 2007 och 2008.
Studien visade att tillgången till bevattning gav familjer nya möjligheter att diversifiera sina försörjningskällor och potentiellt öka sina inkomster. Exempelvis kunde markägare odla ris eller grönsaker på ett mer pålitligt sätt, i stället för att vara beroende av regn för sina grödor eller arbeta som daglönare. De som saknade egen mark kunde dra nytta av att arbeta inom nya inlandsfisken. Inom projektets kontrollområde minskade andelen hushåll som levde under fattigdomsgränsen från 57 % år 2002 till 43 % år 2007, vilket understryker den positiva effekten av förbättrad vattenhantering.

#### Skapa möjligheter till självförsörjning
Att skapa arbetstillfällen är lika avgörande som att öka inkomster och tillgång till grundläggande behov. Fattigdomsaktivisten Paul Polak har ägnat sin karriär åt att kombinera dessa mål genom att etablera företag som anställer fattiga och samtidigt producerar "radikalt" prisvärda varor.
I sin bok Out of Poverty argumenterar Polak för att traditionella strategier för fattigdomsutrotning har varit missriktade och inte lyckats adressera de underliggande problemen. Han identifierar "Tre stora myter om fattigdomsutrotning": idén om att vi kan donera människor ur fattigdom, föreställningen att nationell ekonomisk tillväxt automatiskt kommer att eliminera fattigdom, och tron att stora företag, i sin nuvarande form, kan lösa fattigdomsproblemet. Ekonomiska modeller som leder till nationell tillväxt och fler storföretag kommer inte nödvändigtvis att leda till fler möjligheter till självförsörjning. Företag som utformats med ett socialt mål i åtanke, såsom mikrofinansbanker, kan dock göra skillnad.

## Hjälpa

### Välfärd
Stöd i sin enklaste form är ett grundläggande inkomstbidrag, en form av socialförsäkring som regelbundet förser medborgarna med pengar. I pilotprojekt i Namibia, där ett sådant program bara betalar 13 dollar i månaden, kunde människor betala terminsavgifter, vilket ökade andelen barn som går i skolan med 92 %, andelen undernärda barn minskade från 42 % till 10 % och den ekonomiska aktiviteten ökade med 10 %. Stöd kan också beviljas baserat på att vissa krav uppfylls. Ovillkorlig kontantöverföring, allmänt erkänd som ett framgångsrikt program mot fattigdom, baseras på åtgärder som att skriva in barn i skolan eller vaccinera sig.  I Mexiko, till exempel, landet med det största programmet av detta slag, minskade andelen barn i åldrarna 16–19 som hoppade av med skolan med 20 % och barnen ökade med 1,5 cm i längd. De första farhågorna om att programmet skulle uppmuntra familjer att stanna hemma snarare än att arbeta för att få bidrag har visat sig vara ogrundade. Istället finns det färre ursäkter för försumligt beteende, eftersom barn till exempel hindras från att tigga på gatorna istället för att gå i skolan eftersom det kan leda till avstängning från programmet. Ovillkorlig kontantöverföring verkar vara en effektiv åtgärd för att minska fattigdom, samtidigt som den förbättrar hälsa och utbildningsresultat.
Välfärdsstater har en effekt på fattigdomsminskning. För närvarande är moderna, expansiva välfärdsstater som säkerställer ekonomiska möjligheter, oberoende och säkerhet på ett nästan universellt sätt fortfarande de utvecklade ländernas exklusiva domän. vanligtvis utgörande minst 20 % av BNP, där de största skandinaviska välfärdsstaterna utgörande över 40 % av BNP. Dessa moderna välfärdsstater, som till stor del uppstod i slutet av 1800-talet och början av 1900-talet, och som expanderade mest i mitten av 1900-talet, har visat sig vara mycket effektiva när det gäller att minska relativ såväl som absolut fattigdom i alla analyserade höginkomstländer inom OECD. Filosofen Thomas Pogge är en anhängare av att samla in pengar till de fattiga genom att använda ett slags global resursutdelning.

### Utvecklingsbistånd

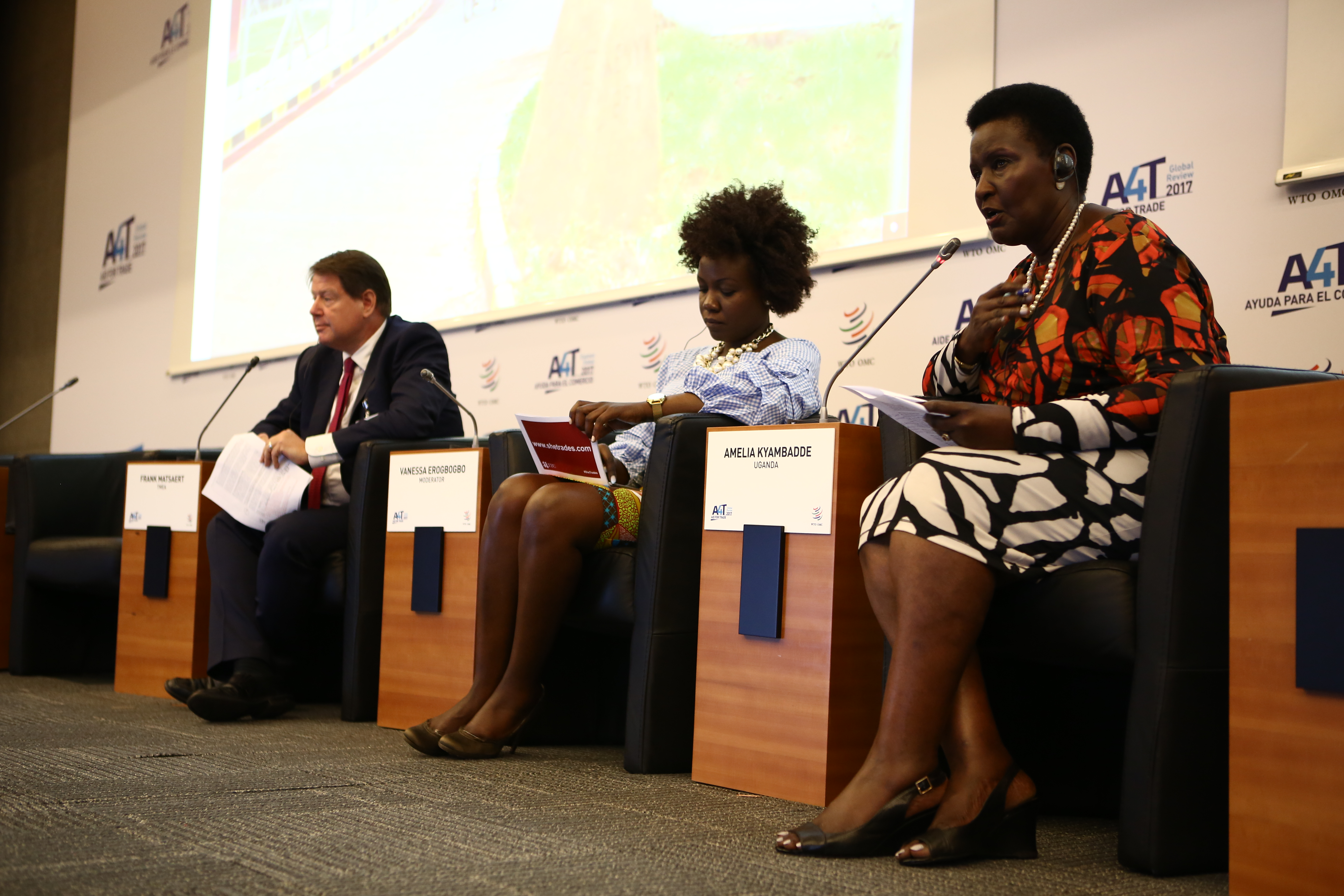
Aid for Trade Global Review 2017 Frank Matsaert, Vanessa Erogbogbo och Amelia Kyambadde.

En stor del av biståndet från givarländer är "bundet", vilket innebär att en mottagarnation endast måste köpa produkter med ursprung i givarlandet. Detta kan vara ekonomiskt skadligt. Till exempel tvingas Eritrea spendera biståndspengar på utländska varor och tjänster för att bygga ett järnvägsnät trots att det är billigare att använda lokal expertis och resurser. Pengar från USA för att bekämpa AIDS kräver att de spenderas på amerikanska märkesläkemedel som kan kosta upp till 15 000 dollar per år jämfört med 350 dollar per år för generika från andra länder. Endast Norge, Danmark, Nederländerna och Storbritannien har slutat binda sitt bistånd.
Vissa människor håller inte med om bistånd när de tittar på vart utvecklingsbiståndspengarna från icke-statliga organisationer och annan finansiering går. Finansiering tenderar att användas på ett selektivt sätt där det högst rankade hälsoproblemet är det enda som behandlas, snarare än att finansiera grundläggande hälso- och sjukvårdsutveckling. Detta kan inträffa på grund av en stiftelses underliggande politiska aspekter av deras utvecklingsplan, där politiken väger tyngre än vetenskapen om sjukdomar. De sjukdomar som sedan behandlas rangordnas efter prevalens, sjuklighet, risk för dödlighet och möjligheten till kontroll. Vissa biståndsmodeller prioriterar finansiering för sjukdomar med hög dödlighet och enkel behandling. Kritiker menar dock att detta tillvägagångssätt kan vara ineffektivt, då behandlade individer ofta återvänder till de ursprungliga förhållanden som orsakade sjukdomen. Detta riskerar att resurser går till spillo när återinfektioner sker.
Ett historiskt exempel på detta är Rockefeller Foundations kampanj mot hakmask i Mexiko under 1920-talet. Patienter behandlades, men återinsjuknade efter att ha återvänt till sina ursprungliga levnadsförhållanden.
För att motverka denna cykel föreslås att biståndsmedel istället riktas mot hälsofrämjande åtgärder. Det innebär att investera i hälsoutbildning för medborgare i utvecklingsländer, förbättra grundläggande sanitet, samt tillhandahålla tillräcklig tillgång till förebyggande metoder och en robust medicinsk infrastruktur. Genom att fokusera på förebyggande insatser och åtgärda de bakomliggande orsakerna till ohälsa skulle icke-statliga organisationers medel användas mer effektivt och hållbart. Detta argumentar för att utvecklingsbistånd bör prioritera långsiktiga lösningar snarare än att enbart agera utifrån politiska påtryckningar eller fokusera på symptombehandling.
Vissa tankesmedjor och icke-statliga organisationer  har hävdat att västerländskt monetärt bistånd ofta bara tjänar till att öka fattigdom och social ojämlikhet, antingen för att det är villkorat av genomförandet av skadlig ekonomisk politik i mottagarländerna, eller för att det är knutet till import av produkter från givarlandet framför billigare alternativ. Ibland ses utländskt bistånd tjäna givarens intressen mer än mottagarens, och kritiker menar också att en del av biståndet stjäls av korrupta regeringar och tjänstemän, och att högre biståndsnivåer urholkar kvaliteten på samhällsstyrningen. Politiken blir mycket mer inriktad på vad som kommer att ge mer biståndspengar än på att möta människors behov. Problem med biståndssystemet, och inte biståndet i sig, är att biståndet i alltför hög grad riktas mot löner till konsulter från givarländer, att biståndet inte fördelas ordentligt, att viktiga, mindre uppmärksammade områden som jordbruk försummas, och att biståndet inte samordnas ordentligt mellan givare, vilket leder till en uppsjö av osammanhängande projekt snarare än enhetliga strategier.
Biståndsförespråkare menar att dessa problem kan lösas med bättre granskning av hur biståndet används. Vaccinationskampanjer för barn, såsom mot polio, difteri och mässling, har räddat miljontals liv. Bistånd från icke-statliga organisationer kan vara mer effektivt än statligt bistånd; detta kan bero på att det når de fattiga bättre och kontrolleras bättre på gräsrotsnivå. Som jämförelse är de årliga militära utgifterna i världen över 1 biljon dollar.

### Skuldsanering
Skuldlättnader har föreslagits som ett sätt att hjälpa fattiga länder sedan 1980-talet. Eftersom många mindre utvecklade länder har ackumulerat omfattande skulder till banker och regeringar i rikare nationer, och då räntebetalningarna ofta överstiger deras årliga exportintäkter, kan en avskrivning av delar av eller hela skulden möjliggöra för fattiga länder att "ta sig ur knipan". Om fattiga länder inte behöver spendera så mycket på skuldbetalningar kan de istället använda pengarna till prioriteringar som bidrar till att minska fattigdomen, såsom grundläggande hälsovård och utbildning. Många nationer började erbjuda tjänster, såsom gratis sjukvård, även när de överbelastade sjukvårdsinfrastrukturen, på grund av besparingar som resulterade från skuldlättnaderna 2005.
År 1996 lanserade Världsbankens initiativ för tungt skuldsatta fattiga länder, vilket gav frivillig skuldlättnad till fordringsägare och utlandsskulder för multilateral och bilateral skuld. Detta drevs senare fram i en andra fas, känd som det multilaterala skuldlättnadsinitiativet, för att ge skuldlättnad. Detta hjälpte IDA, IMF och låginkomstländer som genomgick initiativet för tungt skuldsatta fattiga länder. IMF:s process för att genomföra initiativet skulle kunna delas upp i två steg. Det första skulle vara att uppfylla fyra kriterier, inklusive en meritlista, och det andra omfattar tre kriterier, vilka inkluderar att implementera och anta viktiga reformer, såsom strategidokumentet för fattigdomsminskning. FN:s biträdande generalsekreterare Amina J. Mohammed reflekterar över skuldlättnader för utvecklingsländer, vilket visade att mellan 2019 och 2021 har skulderna från regeringar ökat från 58 till 65 procent av BNP, och Världsbanken har förutspått att minst en miljard människor kommer att leva i extrem fattigdom på grund av krigets efterdyningar i Ukraina. Några förslag som gjordes baserades på att länder har stabiliteten för att stabilisera tillgångsgränser, att de tar itu med skuldrisker tidigt och att de finansiella målen anpassas till målen för hållbar utveckling.

Social koppling till personer med högre inkomstnivåer är en stark indikator på uppåtgående inkomstmobilitet. Data visar dock en betydande social segregation som korrelerar med ekonomiska inkomstgrupper.

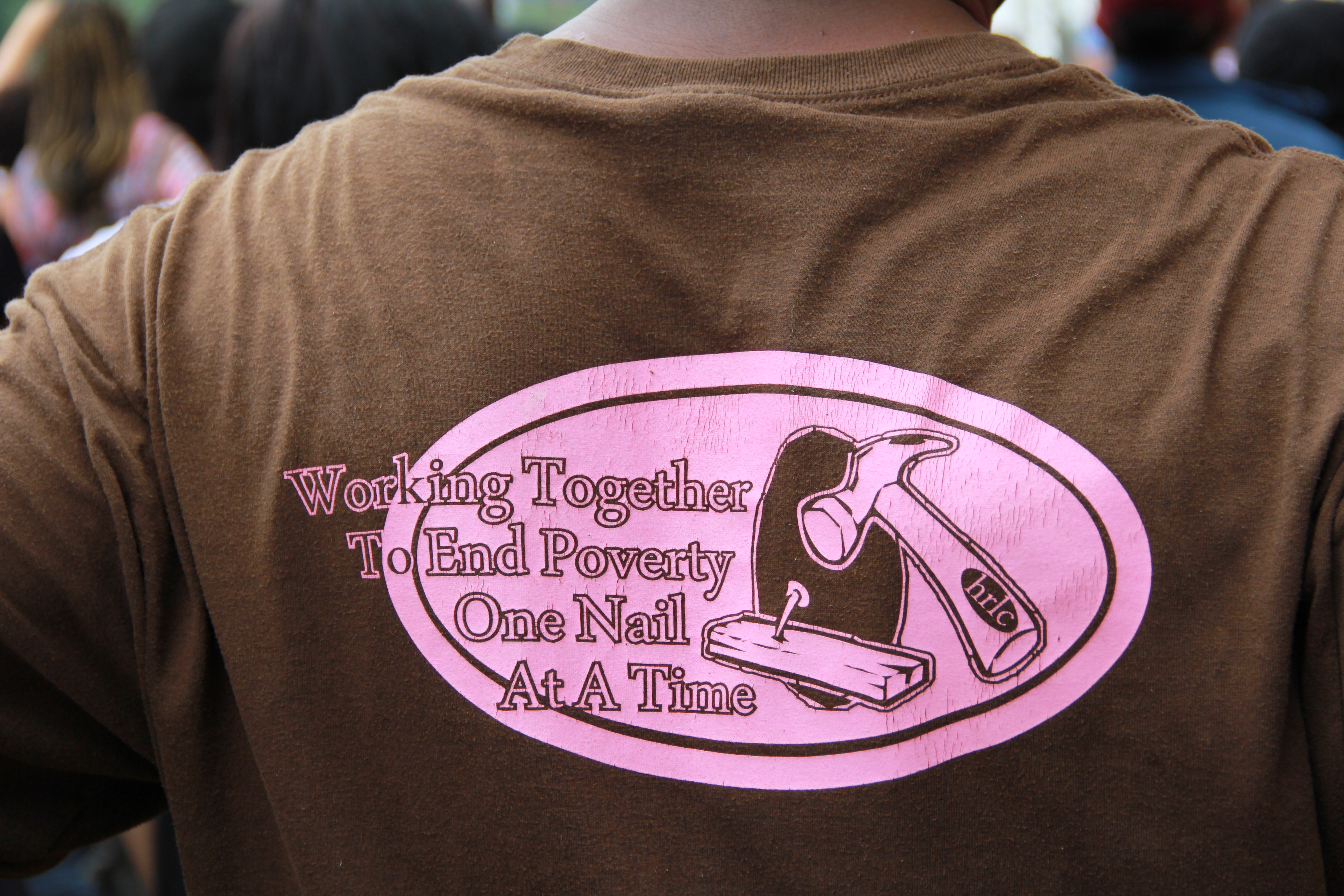
"Att arbeta tillsammans för att utrota fattigdom, en spik i taget", T-shirt, 50-årsjubileum för marschen mot Washington för jobb och frihet.

## Mikrolån
Mikrolån, populariserade av Grameen Bank i Bangladesh 1976, har etablerat sig som ett framstående teknologiskt verktyg för ekonomisk utveckling och fattigdomsbekämpning. Konceptet innebär att små summor pengar lånas ut till individer i låginkomstgrupper, såsom bönder eller bybor, för att möjliggöra investeringar som kan öka deras ekonomiska avkastning. Ett exempel på detta är en enkel pump som kostar 50 dollar, vilken kan göra en betydande skillnad i en by utan tillgång till bevattning. Ett konkret tillämpningsområde ses i den thailändska regeringens folkbank, som erbjuder lån på 100 till 300 dollar. Dessa lån syftar till att hjälpa jordbrukare att införskaffa utrustning eller utsäde, underlätta för gatuförsäljare att etablera varulager, eller stödja individer i uppstarten av småskaliga butiker. Internationella fonden för jordbruksutveckling (IFAD) har genom sitt Vietnamlands-program stött insatser i elva fattiga provinser. Mellan 2002 och 2010 resulterade detta i bildandet av cirka 1 000 spar- och kreditgrupper (SCG) med över 17 000 medlemmar. Dessa SCG har förbättrat medlemmarnas tillgång till mikrokrediter, vilket i sin tur har möjliggjort etableringen av småskaliga jordbruksverksamheter.

## Att stärka kvinnor

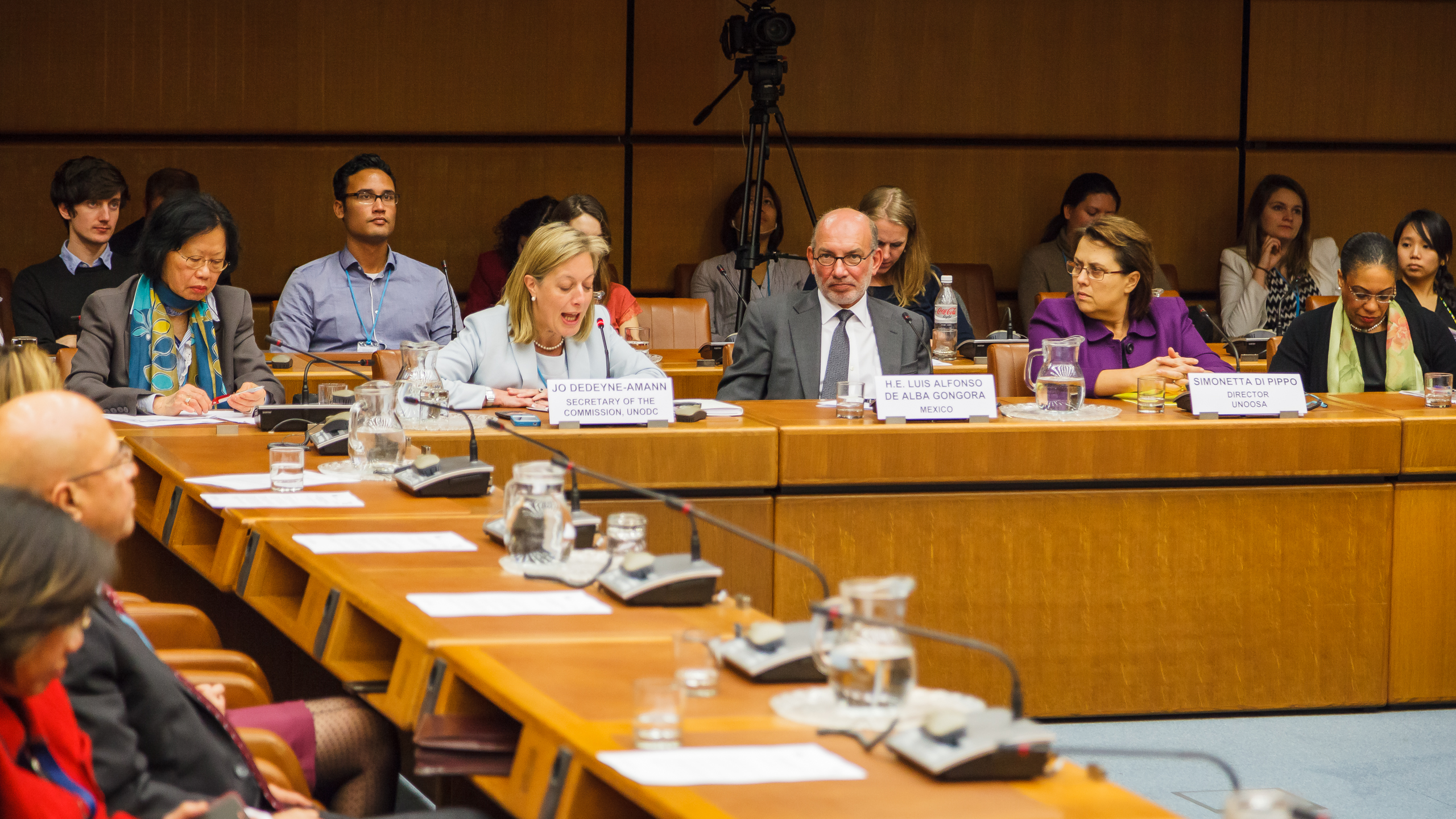
Att stärka kvinnor - Paneldiskussion med anledning av Internationella kvinnodagen.

Kvinnors egenmakt har på senare tid blivit ett framträdande ämne inom utvecklings- och ekonomidiskussioner. Trots detta ses det ofta primärt som en fråga enbart rörande jämställdhet mellan könen. Det är dock viktigt att notera att kvinnor och män upplever fattigdom på olika sätt, vilket leder till att de har skilda prioriteringar när det gäller fattigdomsbekämpning och påverkas annorlunda av utvecklingsinsatser och strategier. Som svar på det socialiserade fenomen som kallas feminiseringen av fattigdom har politik som syftar till att minska fattigdomen börjat rikta sig mot fattiga kvinnor separat från fattiga män. Förutom att skapa fattigdom och fattigdomsinsatser har ett samband mellan ökad jämställdhet och ökad fattigdomsminskning samt ekonomisk tillväxt illustrerats av forskning genom Världsbanken, vilket tyder på att främjande av jämställdhet genom kvinnors egenmakt är en kvalitativt betydande strategi för fattigdomsminskning.
Jämställdhet och kvinnors egenmakt betonas alltmer som avgörande faktorer för att stärka livsmedelssystemet. En studie av Berretta et al. (2023) visar att interventioner med flera komponenter, såsom jordbruksutbildning kombinerat med inkomstgenererande aktiviteter, kan förbättra både livsmedelssäkerheten och den långsiktiga motståndskraften. Vikten av en inkluderande politik som adresserar sociala normer och garanterar dessa resultat belyser behovet av en rättvis resursfördelning.

### Jämställdhet
Att ta itu med jämställdhet och stärka kvinnors ställning är nödvändiga steg för att övervinna fattigdom och främja utveckling, vilket stöds av den mänskliga utvecklings- och kapacitetsstrategin och millenniemålen. Skillnader inom områdena utbildning, dödlighet, hälsa och andra sociala och ekonomiska indikatorer medför stora kostnader för fattigas välbefinnande och hälsa, vilket minskar produktiviteten och potentialen att minska fattigdomen. Kvinnors begränsade möjligheter i de flesta samhällen begränsar deras förmåga att förbättra sina ekonomiska förhållanden och få tillgång till tjänster som ökar deras välbefinnande.
Löneskillnader mellan könen är ett genomgående fenomen i ett flertal branscher, resultatet av en kombination av faktorer. Dessa inkluderar skillnader i utbildningsval, preferenser gällande yrken och branscher, ackumulerad arbetslivserfarenhet, antalet arbetade timmar samt avbrott i anställningen, exempelvis för att föda och uppfostra barn. Dessutom tenderar män att inneha högre betalda och mer riskfyllda positioner jämfört med kvinnor. Dessa faktorer bidrar till en löneskillnad på mellan 60 % och 75 % mellan mäns och kvinnors genomsnittliga sammanlagda löner, beroende på källa. För de återstående 25 % till 40 % har olika förklaringar föreslagits, däribland kvinnors lägre benägenhet eller förmåga att löneförhandla, samt förekomsten av sexuell diskriminering. Enligt Europeiska kommissionen förklarar direkt diskriminering bara en liten del av löneskillnaderna mellan könen.

#### Integrering av jämställdhet
Jämställdhetsintegrering, konceptet att placera genusfrågor i samhällets huvudfåra, etablerades av FN:s fjärde världskonferens om kvinnor som en global strategi för att främja jämställdhet. FN-konferensen betonade vikten av att säkerställa att jämställdhet är ett primärt mål inom alla områden av social och ekonomisk utveckling, vilket inkluderar diskussionen om fattigdom och dess minskning. På motsvarande sätt skapade Världsbanken även mål för att ta itu med fattigdom med hänsyn till de olika effekterna på kvinnor.  Ett viktigt mål var en översyn av lagar och administrativ praxis för att säkerställa kvinnors lika rättigheter och tillgång till ekonomiska resurser. Integrering av fattigdomsfrågor stärker kvinnors aktiva engagemang i fattigdomsbekämpning genom att koppla kvinnors kapacitet och bidrag till makroekonomiska frågor. Det underliggande syftet med både FN:s och Världsbankens policyer talar för att använda diskussion om jämställdhetsfrågor i främjandet av jämställdhet och minskad fattigdom.

### Strategier för att stärka kvinnor
Ett flertal plattformar har antagits och upprepats av organisationer som arbetar för att stärka kvinnors egenmakt, med det uttalade målet att minska fattigdom. Att främja kvinnors ökade ekonomiska och politiska deltagande bidrar till ett större ekonomiskt oberoende från och sociala investeringar i staten. Båda dessa faktorer är avgörande för att lyfta samhällen ur fattigdom.

#### Ekonomiskt deltagande
Kvinnors ekonomiska egenmakt, eller att säkerställa att kvinnor och män har lika möjligheter att generera och förvalta inkomst, är ett viktigt steg för att förbättra deras utveckling inom hushållet och i samhället. Dessutom spelar kvinnor en viktig ekonomisk roll i att bekämpa den fattigdom som barn upplever. Genom att öka kvinnors deltagande i arbetskraften kan kvinnor bidra mer effektivt till ekonomisk tillväxt och inkomstfördelning eftersom det att ha en inkomstkälla höjer deras ekonomiska och sociala status. Kvinnors inträde i den avlönade arbetskraften innebär dock inte nödvändigtvis minskad fattigdom; skapandet av anständiga anställningsmöjligheter och kvinnors rörlighet från den informella arbetssektorn till den formella arbetsmarknaden är nyckeln till fattigdomsminskning. Andra sätt att uppmuntra kvinnors deltagande i arbetskraften för att minska fattigdomen inkluderar att tillhandahålla barnomsorg, öka utbildningskvaliteten och möjligheterna samt främja entreprenörskap för kvinnor. Skydd av äganderätt är en viktig del av att ge kvinnor ekonomiskt egenmakt och främja ekonomisk tillväxt överlag för båda könen. Med legitima anspråk på mark får kvinnor förhandlingsstyrka, som kan tillämpas på deras liv utanför och inom hushållet. Möjligheten och möjligheten för kvinnor att lagligt äga mark minskar också den tillgångsklyfta som finns mellan kvinnor och män, vilket främjar jämställdhet.

#### Politiskt deltagande
Politiskt deltagande stöds av organisationer som IFAD som en grundpelare för jämställdhet och kvinnors egenmakt. Hållbar ekonomisk tillväxt kräver att fattiga människor har inflytande över de beslut som påverkar deras liv; att stärka kvinnors röster i den politiska processen bygger upp socialt oberoende och större hänsyn till jämställdhetsfrågor i politiken. För att främja kvinnors politiska egenmakt förespråkade FN:s utvecklingsprogram flera insatser: öka antalet kvinnor i offentliga ämbeten; stärka kvinnoorganisationers opinionsbildning; säkerställa rättvist rättsskydd; och tillhandahålla likvärdig hälso- och sjukvård och utbildning. Rättvis politisk representation och deltagande gör det möjligt för kvinnor att lobba för mer kvinnospecifik politik och program för fattigdomsbekämpning.

## Bra institutioner
Effektiva institutioner som inte är korrupta och följer rättsstatsprincipen stiftar och upprätthåller bra lagar som ger säkerhet för egendom och företag. Effektiva och rättvisa regeringar skulle arbeta för att investera i nationens långsiktiga intressen snarare än att plundra resurser genom korruption. Forskare vid UC Berkeley utvecklade vad de kallade en "Weberianness-skala" som mäter aspekter av byråkratier och regeringar som Max Weber beskrev som viktigast för rationell-laglig och effektiv regering för över 100 år sedan. Jämförande forskning har visat att skalan är korrelerad med högre ekonomisk utveckling. Med sitt relaterade koncept för god samhällsstyrning har forskare från Världsbanken funnit i stort sett samma sak: Data från 150 nationer har visat att flera mått på god samhällsstyrning (såsom ansvarsskyldighet, effektivitet, rättsstatsprincipen, låg korruption) är relaterade till högre ekonomisk utveckling.
Biståndsmedel och naturresurser omdirigeras ofta till privata händer och skickas sedan till banker utomlands som ett resultat av korruption. Om västerländska banker avvisade stulna pengar, säger en rapport från Global Witness, skulle vanliga människor gynnas "på ett sätt som biståndsflöden aldrig kommer att uppnå". I rapporten efterfrågades mer reglering av banker eftersom de har visat sig kapabla att stoppa flödet av medel kopplade till terrorism, penningtvätt eller skattefusk.
Vissa, som Thomas Pogge, efterlyser en global organisation som kan hantera någon form av global resursutdelning, vars komplexitet skulle kunna utvecklas med tiden.
Exempel på god samhällsstyrning som bidragit till ekonomisk utveckling och minskad fattigdom återfinns i länder som Thailand, Taiwan, Malaysia, Sydkorea och Vietnam. Dessa nationer karaktäriseras ofta av vad som kallas en "hård stat" eller en utvecklingsstat. Sådana stater uppvisar en stark vilja och kapacitet att formulera och upprätthålla politiska åtgärder som främjar långsiktig utveckling till gagn för alla medborgare, inte enbart de mer förmögna befolkningsgrupperna.
Inom dessa ramar regleras multinationella företag för att säkerställa att de uppfyller rimliga standarder gällande löner och arbetsförhållanden. De förväntas också betala skäliga skatter för att bidra till landets utveckling och att behålla samt återinvestera en del av sina vinster inom landet, vilket ytterligare stimulerar den ekonomiska tillväxten.
I april 2000 publicerade FN:s utvecklingsprogram (UNDP) en rapport som betonade vikten av god samhällsstyrning i fattiga länder. Rapporten identifierade detta som en nyckel till ekonomisk utveckling och ett sätt att övervinna de egennyttiga intressen som rika eliter ofta har bakom statliga åtgärder i utvecklingsländer. Rapporten drog slutsatsen att "Utan god samhällsstyrning kommer det inte att fungera att förlita sig på ekonomisk utveckling genom nedsänkning och en mängd andra strategier. Trots det löfte som sådan forskning ger kvarstår flera frågor, såsom var god samhällsstyrning kommer ifrån och hur den kan uppnås. En sociologs jämförande analys tyder på att breda historiska krafter har format sannolikheten för god samhällsstyrning. Forntida civilisationer, kännetecknade av mer utvecklad statlig organisation och elitansvar före kolonialismen, har bidragit till att forma starka stater med den kapacitet och effektivitet som krävs för att implementera utvecklingspolitik idag. Det är dock viktigt att notera att en stark stat inte alltid är den mest fördelaktiga formen av politisk organisation för ekonomisk utveckling.
Andra historiska faktorer, särskilt de unika upplevelserna av kolonialismen för varje land, har haft en betydande inverkan. Detta har i vissa länder, särskilt i Afrika, gjort etableringen av en stark stat och/eller god samhällsstyrning mindre sannolik. Koloniseringsmönstret, det vill säga hur koloniseringen ägde rum, och till och med den koloniserande maktens identitet, har också visat sig vara avgörande faktorer som påverkar kvaliteten på institutioner och styrelseformer.
Internationella organ kan eventuellt främja god samhällsstyrning genom olika interventionsstrategier i utvecklingsländer, vilket har observerats i ett fåtal afrikanska nationer. Dock tyder jämförande analyser på att detta kan vara betydligt svårare att uppnå i de flesta fattiga länder globalt.

## Andra tillvägagångssätt
En annan föreslagen metod för att lindra fattigdom är rättvis handel. Denna princip innebär att producenter får ett pris som ligger över marknadspriset för sina varor, samtidigt som sociala och miljömässiga standarder upprätthålls i produktionsprocessen. Hur effektiv denna metod är för att bekämpa fattigdom är dock föremål för debatt.
Torontodollarn är ett exempel på en lokal valuta inriktad på att minska fattigdom. Torontodollar säljs och löses in på ett sätt som samlar in pengar som sedan ges som bidrag till lokala välgörenhetsorganisationer, främst sådana som är inriktade på att minska fattigdom. Torontodollar ger också ett sätt att skapa incitament för bidragstagare att arbeta: Torontodollar kan ges som gåvor till bidragstagare som utför volontärarbete för välgörenhetsorganisationer och ideella organisationer, och dessa gåvor påverkar inte välfärdsförmånerna.
Vissa har argumenterat för en radikal ekonomisk förändring av systemet. Det finns flera grundläggande förslag för att omstrukturera befintliga ekonomiska relationer, och många av deras anhängare menar att deras idéer skulle minska eller till och med eliminera fattigdomen helt om de genomfördes. Sådana förslag har lagts fram av både vänster- och högergrupper: socialism, kommunism, anarkism, libertarianism, binär ekonomi och deltagande ekonomi, bland andra.
Ojämlikhet kan minskas med progressiv skatt.
Inom lagen har det funnits en strävan att etablera frånvaron av fattigdom som en mänsklig rättighet.
IMF och medlemsländerna har utarbetat strategidokument för fattigdomsminskning, eller PRSP:er.
I sin bok The End of Poverty lade den framstående ekonomen Jeffrey Sachs fram en plan för att utrota den globala fattigdomen senast 2025. I enlighet med hans rekommendationer arbetar internationella organisationer som Global Solidarity Network för att utrota fattigdom världen över genom insatser inom områdena bostäder, mat, utbildning, grundläggande hälsa, jordbruksinsatsvaror, säkert dricksvatten, transporter och kommunikationer.
Poor People's Economic Human Rights Campaign är en amerikansk organisation dedikerad till att säkra frihet från fattigdom för alla. Deras strategi bygger på att organisera de fattiga själva. Organisationen menar att ett ramverk för mänskliga rättigheter, förankrat i tron på alla människors inneboende värdighet och värde, utgör den mest effektiva grunden för att organisera sig mot en politisk lösning på fattigdomsproblemet.

### Anpassning till klimatförändringar
Ökningen av extrema väderhändelser, kopplade till klimatförändringar, och därav följande katastrofer förväntas fortsätta. Katastrofer är en viktig orsak till fattigdom och kan omintetgöra framstegen mot fattigdomsminskning. En rapport från Världsbanken visar att fattiga personer är mest utsatta för klimatkatastrofer.
Det förutspås att år 2030 kommer 325 En miljon (plus) extremt fattiga människor kommer att leva i de 49 länderna som är mest utsatta för fara. De flesta av dessa finns i Sydasien och Afrika söder om Sahara.
En forskare vid en ledande global tankesmedja, Overseas Development Institute, föreslår att betydligt mer arbete bör göras för att bättre samordna och integrera strategier för fattigdomsminskning med anpassning till klimatförändringarna.  De två frågorna hävdas för närvarande endast hanteras parallellt eftersom de flesta strategidokument för fattigdomsminskning helt och hållet ignorerar anpassning till klimatförändringarna, medan nationella anpassningsprogram (NAPA) inte heller direkt behandlar fattigdomsminskning. Kopplingar mellan anpassning och fattigdom befanns vara starkast i NAPA:er från LDC-länder i Afrika söder om Sahara.

### Cyklar

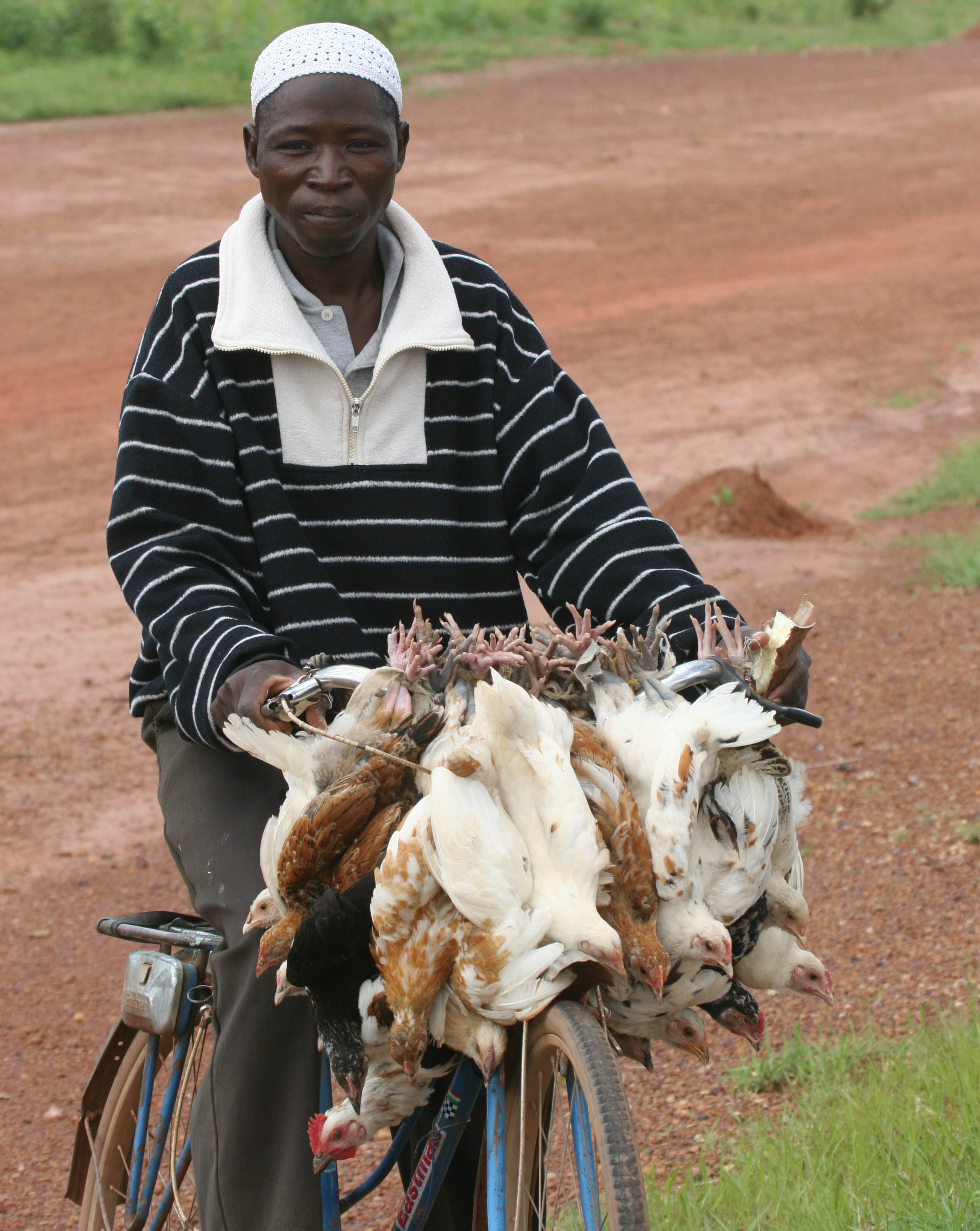
Man på cykel med kycklingar, Ouagadougou, Burkina Faso.

Experiment utförda i Afrika (Uganda och Tanzania) och Sri Lanka på hundratals hushåll har visat att en cykel kan öka inkomsten för en fattig familj med så mycket som 35 %. Transportinfrastruktur, särskilt vägar, har visat sig vara exceptionellt kostnadseffektivt i fattigdomsbekämpning på landsbygden. I Indien under 1990-talet var till exempel väginvesteringar 3–10 gånger mer effektiva än nästan alla andra investeringar och subventioner i landsbygdsekonomin. Det en väg åstadkommer på makronivå genom att förbättra transporter, stödjer en positiv cykel på mikronivå. I detta sammanhang kan tillgång till transport, som en cykel, vara ett av de mest effektiva medlen för att utrota fattigdom i fattiga länder.

### Millennieutvecklingsmålen
Att utrota extrem fattigdom och hunger senast 2015 är ett av millenniemålen. Utöver bredare tillvägagångssätt föreslår Sachs- rapporten (för FN:s millennieprojekt) en rad "snabba vinster", tillvägagångssätt som identifierats av utvecklingsexperter och som skulle kosta relativt lite men kunna ha en stor konstruktiv effekt på världens fattigdom. De snabba vinsterna är:
- Tillgång till information om sexuell och reproduktiv hälsa.
- Åtgärder mot våld i hemmet.
- Utse statliga vetenskapliga rådgivare i varje land.
- Avmaskning av skolbarn i drabbade områden.
- Läkemedel mot aids, tuberkulos och malaria.
- Att avskaffa skolavgifter.
- Slut på användaravgifter för grundläggande hälsovård i utvecklingsländer.
- Gratis skolmåltider för skolbarn.
- Lagstiftning för kvinnors rättigheter, inklusive rätten till egendom.
- Att plantera träd.
- Förse jordbrukare i Afrika söder om Sahara med näringsämnen i jorden.
- Tillhandahåller myggnät.
- Tillgång till el, vatten och sanitet.
- Stödja amning.
- Utbildningsprogram för samhällshälsa på landsbygden.
- Uppgradering av slumområden och tillhandahållande av mark för allmännyttiga bostäder.

### Målen för hållbar utveckling

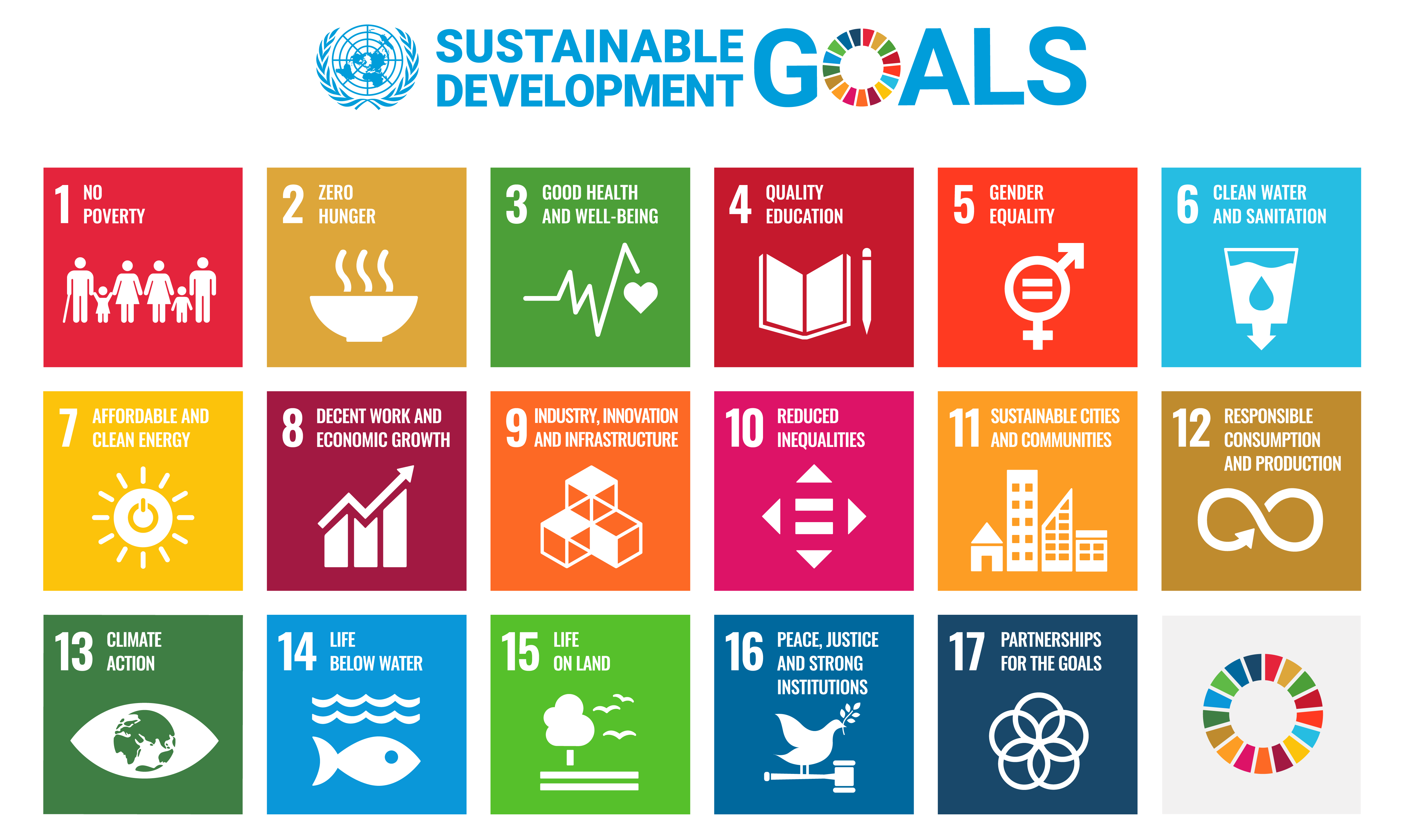
Målen för hållbar utveckling.

Det första av de 17 målen för hållbar utveckling (SDG) kräver ett slut på fattigdomen senast 2030 och syftar till att säkerställa socialt skydd för fattiga och stödja människor som drabbats av klimatrelaterade extrema händelser. I början av årtiondet som började 2002 minskade andelen av världens befolkning som lever under fattigdomsgränsen med hälften, från 26 procent till 13 procent. Om tillväxttakten under de 10 åren hade fortsatt under de kommande 15 åren, Det skulle vara möjligt att minska andelen extrem fattigdom i världen till 4 procent till 2030, förutsatt att tillväxten gynnar alla inkomstgrupper i befolkningen på lika villkor. Om tillväxttakten däremot var över en längre period på 20 år, är den utbredda globala fattigdomsgraden sannolikt cirka 6 procent. Med andra ord kommer utrotningen av extrem fattigdom att kräva en betydande förändring från dess historiska tillväxttakt.

### Fattigdomsinriktning

Mål 1 för hållbar utveckling.

Fattigdomsbekämpning kräver att regeringar identifierar och når ut till extremt fattiga och hjälper dem att ta sig ur fattigdom genom hållbara åtgärder. En sådan strategi som stöds av många internationella givare är riktade program för fattigdomsbekämpning. Det finns flera metoder för att inrikta sig på fattigdom genom vilka fattiga samhällen identifieras och spåras för program för fattigdomsbekämpning. Till exempel är en vanlig metod för fattigdomsinriktad inriktning "behovsprövning" som använder en viss inkomst- eller utgiftströskel för att en individ eller ett hushåll ska betraktas som fattig och berättigad till stöd.

### Globala initiativ för att få slut på hunger och undernäring
En central del i bekämpningen av global fattigdom utgörs av initiativ för att utrota hunger och uppnå livsmedelstrygghet. I april 2012 etablerades Livsmedelsbiståndskonventionen, vilket markerar världens första rättsligt bindande internationella avtal rörande livsmedelsbistånd. Köpenhamnskonsensusen, framtagen i maj 2012, framhöll att insatser för att bekämpa hunger och undernäring bör prioriteras högst av både politiker och filantroper inom den privata sektorn. Detta för att maximera effektiviteten i biståndsutgifterna, och prioriteras även framför andra åtgärder, som exempelvis kampen mot malaria och AIDS.
De nyligen antagna Målen för hållbar utveckling (Sustainable Development Goals, SDG) utgör den viktigaste globala politiken för att minska hunger och fattigdom. Specifikt fokuserar Mål 2: Ingen hunger på globalt överenskomna mål som syftar till att utrota hunger, uppnå livsmedelstrygghet och förbättrad näring, samt att främja ett hållbart jordbruk.
År 2013 lanserade Caritas International ett omfattande initiativ med målet att eliminera systemisk hunger senast 2025. Kampanjen, med namnet "En mänsklig familj, mat åt alla", fokuserar på tre huvudområden: att öka medvetenheten om hungerproblematiken, att förbättra effekterna av Caritas befintliga program, samt att förespråka och driva på implementeringen av rätten till mat.
Partnerskapet Compact2025, lett av IFPRI med deltagande av FN-organisationer, icke-statliga organisationer och privata stiftelser, utvecklar och sprider evidensbaserade råd till politiker och andra beslutsfattare i syfte att få slut på hunger och undernäring under de kommande 10 åren, senast 2025.
Kampanjen EndingHunger är en online-kommunikationskampanj som syftar till att öka medvetenheten om hungerproblematiken. Den har nått stor spridning genom virala videor där kändisar uttrycker sin bestörtning över det stora antalet hungriga människor i världen.
Scaling up Nutrition (SUN)-rörelsen, som grundades 2010, är ett annat initiativ som syftar till att förbättra hungersituationen genom att fokusera på näringsförbättring. Denna rörelse samlar aktörer från regeringar, civilsamhället, FN, givare, företag och forskare. Årligen publicerar SUN-rörelsen en lägesrapport som redogör för framstegen i dess 57 partnerländer.

### Fattigdomsminskning i Kina
Kinas ekonomiska tillväxt ledde till en kraftig minskning av ojämlikheten i världen.: 202  Sedan Kinas reformering och öppnande har mer än 1 miljard kineser lyfts ur fattigdom.: 202  Merparten av den globala fattigdomsminskningen mellan 1981 och 2008 skedde i Kina.: 202  Som akademikern Lan Xiaohuan skriver, "förblev antalet fattiga människor i världen utanför Kina mer eller mindre oförändrat under den perioden. Man kan därför dra slutsatsen att framstegen inom global fattigdomsminskning huvudsakligen kommer från Kina.": 202–203 

### Fattigdomsbekämpning i Taiwan
Trots de intensiva strategier för att minska fattigdomen som använts under de senaste två decennierna har fattigdomsnivåerna i flera länder i världen inte minskat. Ny forskning har visat att de låga lönenivåerna för behövande familjer har stigit gradvis, även om de i vissa scenarier har minskat. Även om lönenivån är den primära indikatorn på välstånd, visar dessa fynd att tidigare åtgärder mot fattigdom inte har varit tillräckligt träffsäkra. Om inte lämpliga insatser utvecklas och implementeras inom kort, kommer fattigdom på landsbygden sannolikt att kvarstå som ett betydande problem under en lång tid framöver. En familj anses ha låg lön om dess månadsinkomst understiger det månatliga minimibelopp som fastställts av respektive stad eller region. För att tillgodose grundläggande behov (bostad, mat, kläder och utbildning) i Taipei krävs till exempel 337 dollar per månad. Denna summa varierar beroende på levnadskostnaderna i staden; i Kinmen County skulle samma behov bara kräva 171 dollar i månaden.
Hållbar ekonomisk tillväxt noteras som den främsta drivkraften för fattigdomsminskning i Taiwan. Medan interna utländska direktinvesteringar inte har någon nämnvärd effekt på medellönen för fattiga människor, verkar utländska direktinvesteringar från Taiwan under de föregående två decennierna ha påverkat de fattigaste 20 % av befolkningen negativt. Fattigdomen i Taiwan har nästan eliminerats, med under 1 procent av befolkningen som anses vara fattig eller tjänar låga löner. Detta innebär att mer än 99 procent av befolkningen uppskattar fördelarna med Taiwans ekonomiska blomstring och oerhört ökade personliga tillfredsställelse. Utöver att stödja lågavlönade familjer tillhandahåller regeringen även bistånd till andra utsatta grupper, såsom äldre och arbetsoförmögna individer som inte kan förvärvsarbeta. Mellan 1980 och 1999 utvecklade den taiwanesiska regeringen ett program känt som det Nationella sjukförsäkringsprogrammet (NHI). NHI syftar primärt till att erbjuda ekonomiskt missgynnade medborgare tillgång till högkvalitativ hälsovård till en överkomlig kostnad. I juli 1993 började Taiwans regering ge ett månatligt sponsorskap till äldre. Personer över 65 år vars normala familjelön inte exakt är, eller motsvarar, 1,5 gånger den grundläggande månadskostnaden är berättigade till ett månatligt sponsorskap på 174 dollar. Enligt data som Taiwan har presenterat för Luxemburgs inkomststudier spelar privata transfereringar en betydande roll i landets fattigdomsbekämpning. Resultaten från dessa studier indikerar att privata överföringar har en större inverkan än offentliga transfereringar när det gäller att bevisa välfärdsstatens effektivitet.
År 1999 spenderade Taiwans regering 5,08 USD miljarder på sociala välfärdsprojekt och erbjöd många olika typer av stöd till människor och familjer från lågavlönade grupper. Trots pengar ges stöd för att få anställning till familjers försörjare, tillsammans med utbildningsvägledning för skolbarn och välbefinnandeprogram för kvinnor och barn. Dessutom finns det även samhällsföreningar, akademiska organisationer och privata institutioner som arrangeras av myndigheter för att hjälpa behövande människor. I princip är Taiwan för närvarande ett liberalt och valbaserat samhälle. Därför bör social mångsidighet vara standarden. Enligt en undersökning av extra kontanter i Taiwan av generaldirektoratet för budget, redovisning och statistik uppgår antalet familjer med de mest häpnadsväckande dispenslönerna till 2,6 personer, medan antalet familjer med det lägsta dispensflödet till 4,7 personer. Stigande priser på grundläggande varor och privatiseringen av utbildningsmarknaden kommer att placera ekonomiskt pressade familjer i en synnerligen svår situation när det gäller att utbilda sina barn. Denna typ av social välfärdsåtgärd kommer emellertid att innebära en betydande minskning av Taiwans statliga intäkter. Med tanke på den långsamma ekonomiska utvecklingen de senaste åren, bedöms denna strategi inte längre vara effektiv för att minska inkomstskillnaderna eller arbetslösheten i framtiden.

### Affärslösningar för fattigdom

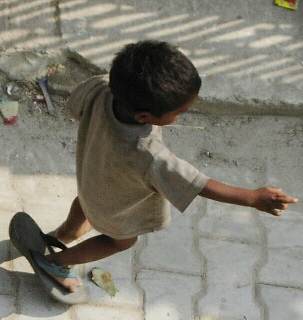
Ett fattigt barn går med en sandal.

Konceptet med företag som tjänar världens fattigaste fyra miljarder människor har varit populärt sedan CK Prahalad introducerade idén genom sin bok Fortune at the Bottom of the Pyramid: Eradicating Poverty Through Profits år 2004, bland många företag och handelshögskolor. Kash Rangan, John Quelch och andra fakultetsmedlemmar vid Global Poverty Project vid Harvard Business School "tror att företag, genom att sträva efter sitt eget egenintresse att öppna och expandera BoP-marknaden, kan göra vinst samtidigt som de betjänar de fattigaste konsumenterna och bidrar till utveckling." Enligt Rangan "För företag ligger huvuddelen av tillväxtmarknaderna världen över längst ner i pyramiden, så det är affärsmässigt klokt – inte en känsla av att göra gott – att satsa på det."
I sin bok från 2013, The Business Solution to Poverty, tog Paul Polak och Mal Warwick direkt upp kritiken mot Prahalads koncept. De noterade att storföretag ofta misslyckades med att skapa produkter som faktiskt mötte behoven och önskemålen hos de kunder som levde längst ner i pyramiden. Deras svar var att ett företag som ville lyckas på den marknaden var tvunget att lägga tid på att prata med och förstå dessa kunder. Polak hade tidigare förespråkat detta tillvägagångssätt i sin tidigare bok, Out of Poverty, som beskrev arbetet inom International Development Enterprises (iDE), som han bildade 1982. Paul Polak och Dean Warwick formulerade praktiska principer för att utveckla produkter med betydande positiv inverkan. Enligt deras råd behövde en sådan produkt uppfylla tre primära kriterier: den måste ha en universell attraktionskraft, det vill säga kunna påverka minst en miljard människor; den måste kunna levereras till kunder även i områden utan tillgång till infrastruktur som FedEx-kontor eller ens vägar; och den måste vara "radikalt överkomlig" för att vara tillgänglig för individer som lever på mindre än 2 dollar om dagen.

Länder enligt BNP (nominell) per capita 2019.

I stället för att uppmuntra multinationella företag att möta de fattigas behov, började vissa organisationer som iDE, World Resources Institute och FN:s utvecklingsprogram fokusera på att arbeta direkt med att hjälpa befolkningar i botten av pyramiden att bli lokala, småskaliga entreprenörer. Med tanke på att en betydande del av befolkningen i många områden är engagerad i jordbruk, har icke-statliga organisationer (NGO:er) fokuserat på att åtgärda marknadsluckor för att hjälpa småskaliga bönder (de med åkermarker under 2 hektar). Målet är att dessa bönder ska kunna öka sin produktion och hitta avsättning för sina skördar. Detta uppnås genom att öka tillgången på jordbruksutrustning som pumpar, jordfräsar och såmaskiner, samt genom att tillhandahålla bättre utsäde och gödningsmedel. Dessutom utvidgar man tillgången till utbildning i bästa jordbrukspraxis, vilket inkluderar metoder som växtföljd.
Att främja entreprenörskap genom mikrofinansiering kan ibland leda till oavsiktliga resultat. En sådan effekt är att vissa entreprenöriella låntagare tenderar att bli informella mellanhänder mellan mikrofinansieringsinitiativ och ännu fattigare mikroentreprenörer. Dessa individer, som lättare kvalificerar sig för mikrofinansiering, delar upp sina lån i mindre krediter som de sedan lånar ut till de som har ännu sämre ekonomiska förutsättningar. Denna informella förmedling kan sträcka sig från att vara tillfälliga och välvilliga insatser i ena änden av spektrumet, till mer organiserade och ibland kriminella "lånehaj"-verksamheter i den andra änden.
Milton Friedman menar att företagens sociala ansvar endast är att öka sina vinster; därför behöver det undersökas om företag på betalningsbalansmarknader kan uppnå det dubbla målet att göra vinst samtidigt som de betjänar de fattigaste konsumenterna och bidrar till utveckling? Erik Simanis har rapporterat att modellen har en allvarlig brist. Enligt Simanis:

Trots att man uppnått en sund penetrationsgrad på 5–10 % på fyra testmarknader kunde Procter & Gamble till exempel inte generera en konkurrenskraftig avkastning på sitt Pur-vattenreningspulver efter att ha lanserat produkten i stor skala 2001... DuPont stötte på liknande problem med ett pilotprojekt som pilotprojekt genomfördes mellan 2006 och 2008 i Andhra Pradesh, Indien, av dess dotterbolag Solae, en global tillverkare av sojaprotein ... Eftersom de höga kostnaderna för att göra affärer bland de mycket fattiga kräver ett högt bidrag per transaktion, måste företag anamma verkligheten att höga marginaler och prisnivåer inte bara är ett fenomen högst upp i pyramiden; de är också en nödvändighet för att säkerställa hållbara företag längst ner i pyramiden.

Marc Gunther konstaterar att "Marknadsledaren längst ner i pyramiden (BOP) är utan tvekan Unilever ... Dess signaturprodukt för BOP är Pureit, ett vattenreningssystem för bänkskivor som säljs i Indien, Afrika och Latinamerika. Det räddar liv, men det genererar inga pengar för aktieägarna." Detta gör idealet att utrota fattigdom genom vinster eller med god affärssinne – inte en känsla för att göra gott – ganska tvivelaktigt.
Vissa menar att det är naivt att förvänta sig att fattiga konsumenter med en balanserad ekonomi alltid väljer att köpa varor som ökar deras inkomster. Det har observerats att dessa konsumenter kan spendera sina inkomster oproportionerligt mycket på kortsiktiga förmåner, såsom evenemang, varor eller tjänster, snarare än att investera i lösningar som kan förbättra deras livssituation på lång sikt.

### Citerade verk
- Haymes, Stephen; Vidal de Haymes, Maria; Miller, Reuben, reds (2015). The Routledge Handbook of Poverty in the United States. London: Routledge. ISBN 978-0415673440. http://www.routledge.com/books/details/9780415673440.
- Jones, Campbell; Parker, Martin; Bos, Rene Ten (2005). For Business Ethics. Routledge. ISBN 978-0415311359. https://archive.org/details/forbusinessethic00jone.